# Dvorec Boštanj (Liparjev gradič)
Dvorec Boštanj ali Liparjev gradič (nemško Hof Sawestein), stoji v istoimenskem naselju Boštanj pri Sevnici. 